# Juan Ingallinella
Juan Ingallinella (Rosario, 10 d'octubre de 1912 - Rosario, 18 de juny de 1955) va ser un metge i polític argentí, militant del Partit Comunista de l'Argentina, que va ser detingut per la policia el 17 de juny de 1955 i va morir sota tortures, en un fet de gran repercussió conegut com el «cas Ingallinella». Gràcies a la recerca realitzada, es va condemnar als qui van ser autors materials del fet, però el cos mai va ser trobat, per la qual cosa se'l considera un dels primers desapareguts de la història argentina, després del paleta anarquista d'origen català Joaquim Penina (1901-1930), eliminat per la policia de Rosario, i dels tres militants anarquistes Miguel Arcángel Roscigna (1891-1937), Andrés Vázquez Paredes i Fernando Malvicini, eliminats el 31 de desembre de 1936.

## Trajectòria
Juan Ingallinella va ser fill d'immigrants sicilians. Va estudiar medicina i va instal·lar el seu consultori a la mateixa casa on vivia, al carrer de Saavedra, núm. 667, del barri La Tablada, a la ciutat de Rosario, situada a la província de Santa Fe. Es va casar amb Rosa Trumper (n. 1914), que era mestra, i amb qui va tenir una filla, Ana María.

## Activitat professional i política
Va militar en el moviment estudiantil reformista mentre estudiava la llicenciatura de Medicina a Rosario, que va començar el 1931. Es va acostar al grup universitari Insurrexit, orientat per Héctor P. Agosti i es va afiliar després a la Federació Juvenil Comunista. El 1941 va participar en el Congrés de la Joventut Argentina que es va reunir a Córdoba en el marc de la política dels fronts antibélics i antifeixistes.
Hi ha testimonis recollits a la premsa de Rosario que expliquen que als pacients sense recursos els atenia gratuïtament i els subministrava mostres de medicaments de franc quan no tenien diners per a comprar-les. Fins i tot els regalava roba i sabatilles. També atenia ad honorem a l'Hospital de Nens «Víctor J. Vilela».
Ingallinella va ser oberrtament un militant comunista i al consultori hi tenia un quadre amb el retrat de Lenin. A principis de 1944, la policia rosarina va detenir i va torturar a tres comunistes. Llavors, Ingallinella, ―que gestionava una petita impremta clandestina―, va denunciar el fet en un volant i va assenyalar com a responsables als oficials Félix Monzón (cap de la secció Ordre Social i Polític), Santos Barrera (sotscap de la mateixa secció) i Francisco E. Lozón (cap de la secció Lleis Especials).
Si bé, posteriorment, el Partit Comunista de l'Argentina va ser reconegut com a organització legal i participava a les eleccions, els seus militants van ser objecte de persecució policial. Va ser així que Ingallinella va acumular 20 processos per desacatament i resistència a l'autoritat i va estar detingut diverses vegades a la Prefectura de Policia de Rosario, romanent, una vegada, en aquesta situació entre abril de 1944 i mitjans de 1945.
Va participar com a delegat a l'11è Congrés del Partit Comunista de l'Argentina realitzat a l'agost de 1946 a Buenos Aires. El 1953 va viatjar a Viena al 1r Congrés Mundial de Metges per a l'Estudi de les Condicions de Vida dels Pobles. A continuació, va viatjar a Moscou, convidat pel Ministeri de Salut Pública i l'Acadèmia de Ciències Mèdiques de la Unió Soviètica. De retorn a l'Argentina va ser candidat a diputat nacional a les eleccions del 25 d'abril de 1954.

## Desaparició

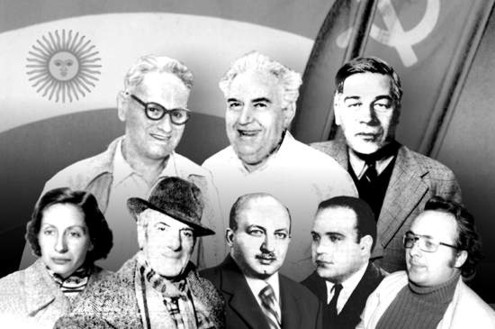
Fundadors i dirigents històrics del comunisme argentí.
A dalt (d'esquerra a dreta): Rodolfo Ghioldi, Victorio Codovilla i Luis Emilio Recabarren. A baix: Alcira de la Peña, Benito Marianetti, Juan Ingalinella, Jorge Calvo i Alberto Cafaratti.

El 16 de juny de 1955 es va produir a l'Argentina una rebel·lió militar amb la finalitat d'enderrocar al president constitucional Juan Domingo Perón. Sense cap avís previ, avions de l'Armada Argentina van bombardejar la Plaça de Maig i altres sectors de la ciutat de Buenos Aires, i van metrallar a la població civil en una acció sense precedents a la Història argentina, ocasionant uns 400 morts i més de 2000 ferits.
El comitè Zona Sud del partit comunista va redactar i va fer circular immediatament un volant de condemna a l'ocorregut mentre que l'«Inga» ―com l'anomenaven els seus camarades―, arribava d'una localitat pròxima on havia anat per tasques partidàries, ja que en aquesta data era apoderat del Partit Comunista a Rosario.
El mateix 16 de juny, la policia rosarina va començar a detenir dirigents opositors i l'endemà una comissió policial va concórrer al domicili d'Ingallinella (qui havia rebutjat l'oportunitat d'ocultar-se) i el va conduir a la Divisió de Recerques de la Prefectura de Policia, juntament amb unes seixanta persones entre les quals estaven els advocats Guillermo Kehoe i Alberto Jaime.
Els detinguts van anar retornant a les seves llars, però no Ingallinella. Davant les gestions de la seva esposa i la presentació de l'habeas corpus dels seus camarades Kehoe i Jaime, la Policia va assegurar que havia sortit de la prefectura pels seus propis mitjans.

## Mobilitzacions
Immediatament després, va haver-hi mobilitzacions de professionals i estudiants, i es va formar una comissió universitària per a pressionar per la recerca. Gairebé un mes després, el 13 de juliol de 1955, els treballadors judicials van fer una vaga i, el 2 d'agost, la Confederació Mèdica de la República Argentina va disposar un atur nacional d'activitats.
El 20 de juliol de 1955 l'interventor federal de la província, Ricardo Anzorena ―que fins llavors havia negat la veracitat de la denúncia― va ordenar la detenció del cap i del sotscap de recerques i d'altres policies, així com el reemplaçament del cap de policia de Rosario, Emilio Vicente Gazcón, per Eduardo Legarreta. Immediatament va exonerar (va destituir) als policies involucrats.
El 27 de juliol de 1955, el ministre de govern de Santa Fe va donar un comunicat oficial:
| « | [Ingallinella] hauria mort a conseqüència d'una síncope cardíaca durant l'interrogatori en que va ser violentat per empleats de la secció Orde Social i Lleis Especials. | » |
| — | |   |

## Recerca judicial
La legislació vigent aleshores havia establert el «fur policial». Això és que el personal d'aquesta força no era jutjat penalment per la justícia comuna sinó per un tribunal especial ―el Consell de Justícia Policial―, el qual inicialment va tractar de prendre el cas. Com el jutge d'instrucció Carlos Rovere també va sostenir la competència, la Cort Suprema de Justícia de la província degué resoldre el conflicte: el 3 d'agost de 1955 va donar competència al jutge, argumentant que els policies havien perdut el seu estatus policial per haver estat exonerats.
Amb la recerca judicial es va posar al descobert la maniobra d'encobriment que s'havia realitzat, tal com la desaparició de nombroses fojas del llibre on s'assentaven els ingressos i egresos de detinguts. El succeït amb Ingallinella es va poder reconstruir mitjançant el testimoniatge d'altres detinguts, del que va sorgir que Francisco E. Lozón (el cap de la secció Lleis Especials) volia situar el ciclostil on s'havien imprès els volants, per a això va fer torturar a diversos detinguts ―incloent a Ingallinella― amb la picana elèctrica.
Temps després, un dels acusats, l'oficial Rogelio Luis Delfín Tixie, va trencar el pacte de silenci i va contar que Ingallinella havia mort durant la tortura i que el seu cadàver havia estat enterrat prop de l'estació de trens de la localitat d'Ibarlucea (a uns 17 km. al nord-oest de Rosario) i després traslladat a un altre punt, en un vehicle de la Divisió Recerques.
La Justícia va comprovar que ―per a esborrar les petjades del trasllat― s'havien arrencat les 41 primeres foges del llibre de guàrdia del 19 de juny de 1955 del lloc de la policia caminera de la localitat de Pérez (a uns 10 km. al sud-est de Rosario). No obstant això, es va constatar que el vehicle utilitzat havia tornat a Rosario a les 21 hores d'aquell dia. A l'hora de fer-se excavacions a la zona indicada per l'oficial Rogelio Luis Delfín Tixie, es va trobar una tela que hauria correspost a l'abric del metge. No obstant això, mai es va saber on van ser portats les restes d'Ingallinella.
L'oficial Rogelio Luis Delfín Tixie també va involucrar a l'excap de policia Emilio Vicente Gazcón, qui ―segons va dir― havia encomanat els procediments personalment a Francisco E. Lozón (cap de la secció Lleis Especials), i li havia ordenat que apliqués tortures.

## Sentència
El 30 de maig de 1961, el jutge Juan Antonio Vitullo va declarar que el fet de no haver-se trobat el cadàver no era obstacle perquè amb l'abundant prova rendida es tingués per acreditada l'existència de l'homicidi. La defensa dels acusats havia plantejat que no podien suposar que la picana elèctrica fos normalment perillosa atès que cap de les altres víctimes havia sofert conseqüències greus, per la qual cosa la mort havia d'atribuir-se a una condició anormal predisponente del doctor Ingallinella. En aquesta manera excloïen l'homicidi dolós i plantejaven la hipòtesi de l'homicidi culpós.
El jutge va rebutjar la hipòtesi, va afirmar que la mort d'Ingallinella va poder no haver estat planejada, però estava dins de les possibilitats pel mètode de tortura i va qualificar el fet d'homicidi agreujat..Francisco E. Lozón (cap de la secció Lleis Especials), Félix Monzón (cap de la secció Ordre Social i Polític), Rogelio Luis Delfín Tixie i Santos Barrera (sotscap de la secció Ordre Social i Polític), van ser condemnats a presó perpètua, Fernando Luis Serrano a dos anys de presó i Emilio Vicente Gazcón (excap de policia) al pagament d'una multa i la inhabilitació per un any.

## Apel·lació
La defensa va apel·lar i el 19 de desembre de 1963 la sala segona de la Cambra del Crim de Rosario va modificar la qualificació d'homicidi agreujat a la d'homicidi simple.
Francisco E. Lozón va ser condemnat a 20 anys de presó com a «promotor, autor material i responsable principal» d'homicidi simple, privació il·legal de la llibertat i constrenyiments il·legals. Félix Montsó, Rogelio Luis Delfín Tixie, Fortunato Domingo Desimone, Arturo Lleonart i Santos Barrera a 15 anys de presó; Ricardo Rey i Héctor Andrés Godoy a 6 anys, per encobriment, privació il·legal de la llibertat i constrenyiments il·legals; Francisco Rogelio Espíndola i Fernando Luis Serrano a dos anys, per encobriment; Gilbert Silvestre Bermúdez (excap de Recerques) i Emilio Vicente Gazcón (excap de policia) van ser multats per violació dels deures de funcionari públic. D'altra banda, la mateixa sentència va declarar que a aquests crims no s'aplicava l'amnistia per a delictes polítics que havia aprovat la llei 14.436 perquè ella excloïa dels seus beneficis «els delictes atroços comeses de manera inhumana, mancada de relació atendible amb el mòbil polític o gremial al·legats».

## Repercussió política
Després dels fets del 16 de juny de 1955 el govern s'havia llançat a una campanya de pacificació i tractat de bastir ponts amb l'oposició. Dins d'aquest marc es va autoritzar perquè alguns dirigents opositors pronunciessin discursos per radi, començant el 27 de juliol pel líder radical Arturo Frondizi. El cas Ingallinella va incidir negativament en aquest procés. Diu l'historiador Félix Luna sobre aquest tema:
| «            | Aquest escàndol, ocorregut gairebé per casualitat, feria de mort els intents de pacificar els esperits. Ni el govern nacional ni el de Santa Fe havien tingut responsabilitat directa en el criminal de procedir de la policia rosarina. Però era com si les obreres telefòniques de 1948, el dirigent sucrer Aguirre, l'estudiant Bravo, els estudiants de FUBA i els obrers ferroviaris de 1951, els conspiradors de Suárez de 1952, els terroristes de 1953, picana elèctrica durant el govern de Perón sense que es castigués els seus torturadors, es corporitzessin ara al cadàver d'Ingallinella. Cap responsabilitat directa és cert; però el règim havia permès que es fes servir habitualment la tortura, havia protegit els seus operadors, havia desestimat sistemàticament les investigacions que reclamava l'oposició. L'atzar d'un cor feble revelava ara, de manera dramàtica i irreprimible, l'essència repressiva del sistema justicialista: al cap ia la fi la policia rosarina havia jugat amb Ingallinella de la mateixa manera que molts policies de tot el país jugaven des d'anys enrere amb els presos polítics. | » |
| — Félix Luna | |   |

Per la seva part, Rodolfo Walsh va escriure:
| «               | No sóc peronista, no ho he estat ni tinc intenció de ser-ho. […] Puc, sense remordiment, repetir que he estat partidari de l'esclat de setembre de 1955. No només per urgents motius d'afecte familiar ―que n'hi havia―, sinó que vaig abrigar la certesa que acabava d'enderrocar-se un sistema que burlava les llibertats civils, que fomentava l'obseqüència per una banda i els. I no tinc curta memòria: el que aleshores vaig pensar, equivocat o no, continuo pensant-ho. […] El que no comprenc bé és que es pretengui obligar-nos a optar entre la barbàrie peronista i la barbàrie revolucionària, entre els assassins de Juan Ingallinella i els assassins de Satanowsky. | » |
| — Rodolfo Walsh | |   |

No hi ha elements de judici per a suposar que el cas Ingallinella fos decisiu per si sol per a marcar el rumb posterior dels fets que culminaria amb l'alçament militar del 16 de setembre de 1955 ―l'autodenominada Revolució Alliberadora que va enderrocar a Perón―, però certament va ser utilitzat per l'oposició com a argument crític d'un govern l'estabilitat del qual trontollava per moltes i complexes raons.

## Homenatges
Raúl González Tuñón li va dedicar el poema Ingallinella.
Alfredo Varela li va dedicar el poema Sangre santa.
Juan Ingallinella va aparèixer com un dels rosarins destacats pel diari La Capital en un llibre especial editat pel seu 140è aniversari.
L'any 2000, el Consell Deliberant de la ciutat de Rosario va disposar per ordenança núm. 7121 (aprovada el 9 de novembre de 2000) que es donés el nom de Dr. Juan Ingallinella a la plaça situada entre els carrers Virasoro, Alem, Rueda i Primer de Maig d'aquesta ciutat.
El 24 de juny de 2010, el mateix consell el va declarar «ciutadà il·lustre posmortem», en reconeixement a la seva trajectòria militant, a la seva lluita per la justícia, la solidaritat i la igualtat dels éssers humans.